# 缪以瑾
缪以瑾（1939年—），云南昆明人，中华人民共和国科学家。缪云台侄女。

## 生平
1961年9月，毕业于昆明工学院，后统一分配到云南省地质局工作。1973年5月，调入昆明冶金研究院工作；1994年10月退休。1994年10月至1997年3月，返聘回研究室工作，从事滇池地区中低品位磷矿石开发利用研究。1997年3月，受聘于云南省金属学会云南冶金工程咨询中心任副主任。1983年至1997年被选为全国人民代表大会第六、七、八届代表。